# Homalopteryx capucina
Homalopteryx capucina är en kackerlacksart som beskrevs av Brunner von Wattenwyl 1865. Homalopteryx capucina ingår i släktet Homalopteryx och familjen jättekackerlackor. Inga underarter finns listade i Catalogue of Life.